# 北47線
北47線 石碇－小格頭，是位於新北市的一條區道，北起新北市石碇區石碇里潭邊，南至新北市石碇區小格頭，全長8.82公里。有一支線北47-1線。本線為聯絡石碇與北宜公路之公路。

## 路線說明
新北市
- 石碇區：石碇（起點，市道106乙線石崁路口）→ 碇格路一段 → 烏塗窟（ 北47-1線岔路）→ 蓬萊寮 → 小格頭（終點，台9線岔路、北宜路五段路口）

## 歷史沿革
| 北47線歷史沿革 | 北47線歷史沿革                                 | 北47線歷史沿革                  |
| 年代           | 本編號沿革                                     | 本路線沿革                      |
| -------------- | ---------------------------------------------- | ------------------------------- |
| 1961年         | 當時為劉店－南勢埔線，長5.11公里（今北77-1線） | 編為北101線（石碇－烏塗窟間）。 |
| 1983年         | 改為石碇－小格頭線，長8.824公里                | 改為石碇－小格頭線，長8.824公里 |

## 沿線地標、設施
- 烏塗市民活動中心
- 石碇蟠龍山三濟宮
- 廣安宮

## 連接公路
- 市道106乙線
- 北47-1線
- 台9線

另北47線與國道5號有立體交叉，但未設置交流道。

## 支線
北47線唯一的支線為北47-1線，是位於新北市的一條鄉道，北起新北市石碇區烏塗窟，南至新北市石碇區風露嘴，全長8.806公里。
新北市
- 石碇區： 烏塗窟（北47線岔路）→烏塗路 →蛇舌子 →樟空子 →風露嘴（終點，台9線岔路，北宜路五、六段路口）

### 沿線地標、設施
- 石碇許家手工麵線
- 福興宮
- 海倫咖啡